# Halictus kessleri
Halictus kessleri là một loài Hymenoptera trong họ Halictidae. Loài này được Bramson mô tả khoa học năm 1879.